# Ambrosio Rianzares Bautista
Ambrosio Rianzares Bautista (* 7. Dezember 1830 in Biñan; † 4. Dezember 1903) war ein philippinischer Rechtsanwalt und Autor der philippinischen Unabhängigkeitserklärung vom 12. Juni 1898. Er wurde als Sohn von Gregorio Enriquez Bautista und Silvestra Altamira in Biñan geboren und gilt als ein Unterstützer von José Rizal während dessen Schulzeit in Manila.
Sein Studium absolvierte er an der Päpstlich und Königlichen Universität des heiligen Thomas von Aquin in Manila und schloss mit dem akademischen Titel des Bachelor of Law ab.
Er schloss sich bereits früh der Propagandabewegung an und unterstützte diese von Marcelo H. del Pilar gegründete Bewegung, indem er Geld sammelte. Er wurde Mitbegründer der von José Rizal initiierten La Liga Filipina und nach deren Verbot schloss er sich den Cuerpo de Compromisarios an. Mit Ausbruch der philippinischen Revolution 1896 wurde er zu einem der meistgesuchten Revolutionäre der Philippinen. Bautista wurde später verhaftet und in der Fuerza de Santiago eingesperrt. In seiner Verhandlung verteidigte er sich selbst und wurde kurz danach wieder freigelassen. Er hielt sich bis Dezember 1897 in Malabon versteckt. Nach dem Ende der Republik von Biak-na-Bato erklärte der spanische Governor Fernando Prime de Rivera eine Generalamnestie. Daraufhin konnte Bautista nach Biñan zurückkehren.
Nach der Rückkehr von Emilio Aguinaldo aus dem Exil in Hongkong, nahm er Kontakt mit ihm auf und bot ihm seine Dienste an.
Er arbeitete zahlreiche Dokumente aus und entwarf die Unabhängigkeitserklärung der Philippinen von Spanien. Diese wurde am 12. Juni 1898 in Kawit von Aguinaldo vor seinem Hause erklärt. Nach den Feierlichkeiten wurde Bautista jedoch als Berater von Aguinaldo ersetzt durch Apolinario Mabini. Ab September saß er im Führungsgremium des Revolutionären Kongresses in Malolos, der die Gründung der ersten philippinischen Republik vorbereitete. Dort unterstützte er Patricio G. Mariano bei der Herausgabe der Imprenta de Malolos.
Nach dem Ende der Republik im Dezember 1899, infolge des philippinisch-amerikanischen Krieges, kehrte er nach Biñan zurück. Nach dem Ende des Krieges 1901 arbeitete er mit den amerikanischen Behörden zusammen und widmete sich dem Wiederaufbau der Philippinen. Er wurde als Richter an die erste Kammer des Provinzgerichtes in Pangasinan berufen, starb jedoch im Alter von 73 Jahren am 3. Dezember 1903 durch einen unglücklichen Sturz von einer Kutsche.